# Пузак
Пуза́к (фр. Pouzac, окс. Posac) — коммуна во Франции, находится в регионе Юг — Пиренеи. Департамент — Верхние Пиренеи. Входит в состав кантона Баньер-де-Бигор. Округ коммуны — Баньер-де-Бигор.
Код INSEE коммуны — 65370.

## География
Коммуна расположена приблизительно в 670 км к югу от Парижа, в 125 км юго-западнее Тулузы, в 17 км к югу от Тарба.
По территории коммуны протекают реки Аррет-Дарре и Гайест.

## Климат
Климат умеренно-океанический с солнечной тёплой погодой и обильными осадками на протяжении практически всего года.

## Население
Население коммуны на 2010 год составляло 1109 человек.
| 1962 | 1968 | 1975 | 1982 | 1990 | 1999 | 2010 |
| ---- | ---- | ---- | ---- | ---- | ---- | ---- |
| 934  | 953  | 1006 | 1031 | 1000 | 1064 | 1109 |

## Администрация
| Период | Период | Фамилия         | Партия                              | Примечания |
| ------ | ------ | --------------- | ----------------------------------- | ---------- |
| 2001   | 2014   | Марсель Приё    | Французская коммунистическая партия |            |
| 2014   | 2020   | Жан-Люк Маскара |                                     |            |

## Экономика
В 2010 году среди 641 человека трудоспособного возраста (15—64 лет) 475 были экономически активными, 166 — неактивными (показатель активности — 74,1 %, в 1999 году было 68,0 %). Из 475 активных жителей работали 434 человека (222 мужчины и 212 женщин), безработных было 41 (25 мужчин и 16 женщин). Среди 166 неактивных 52 человека были учениками или студентами, 86 — пенсионерами, 28 были неактивными по другим причинам.

## Достопримечательности
- Церковь Св. Сатурнина (XVI век). Исторический памятник с 1984 года[4]
- Замок Англь (1820 год). Исторический памятник с 1990 года[5]

## Фотогалерея

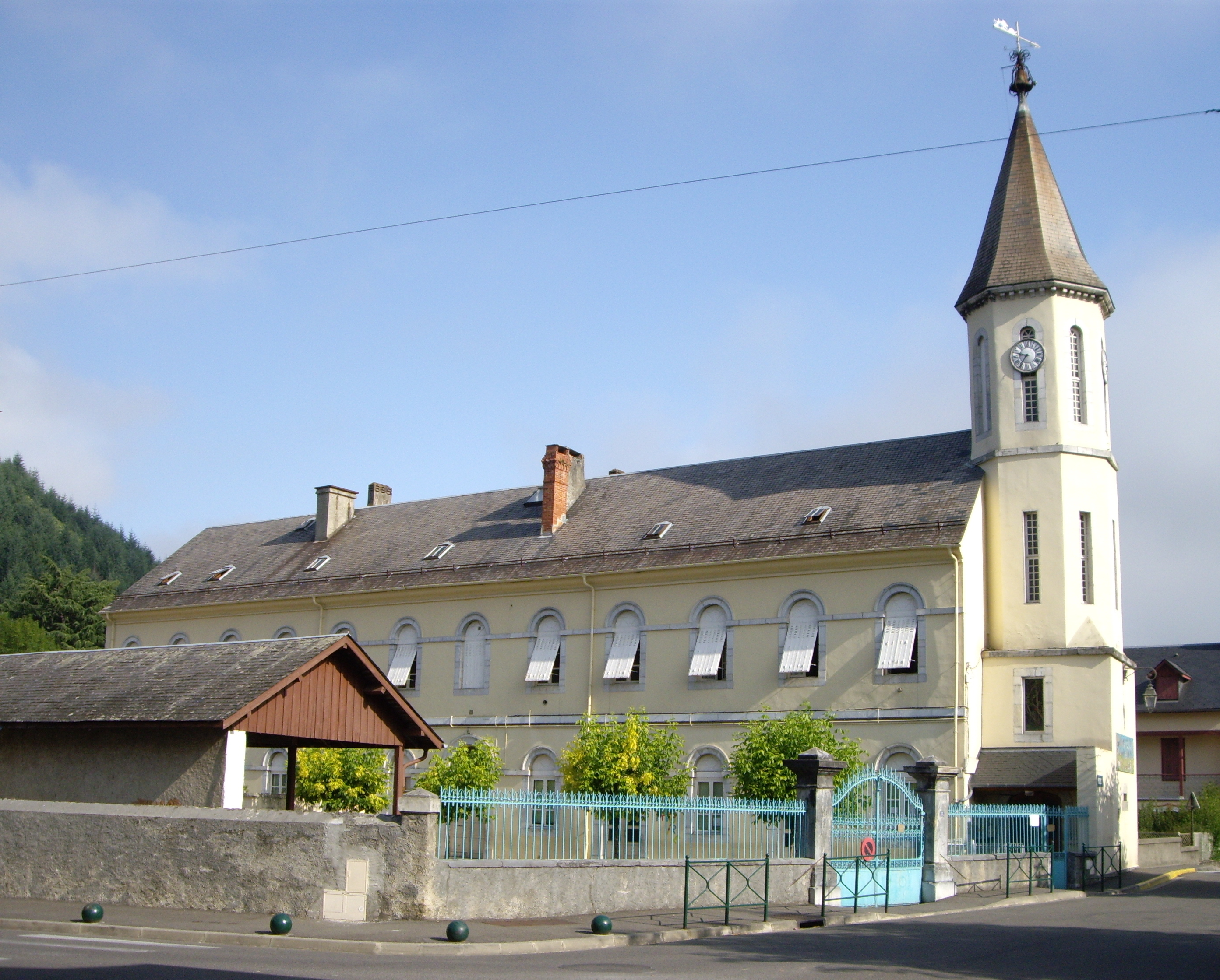
Школа
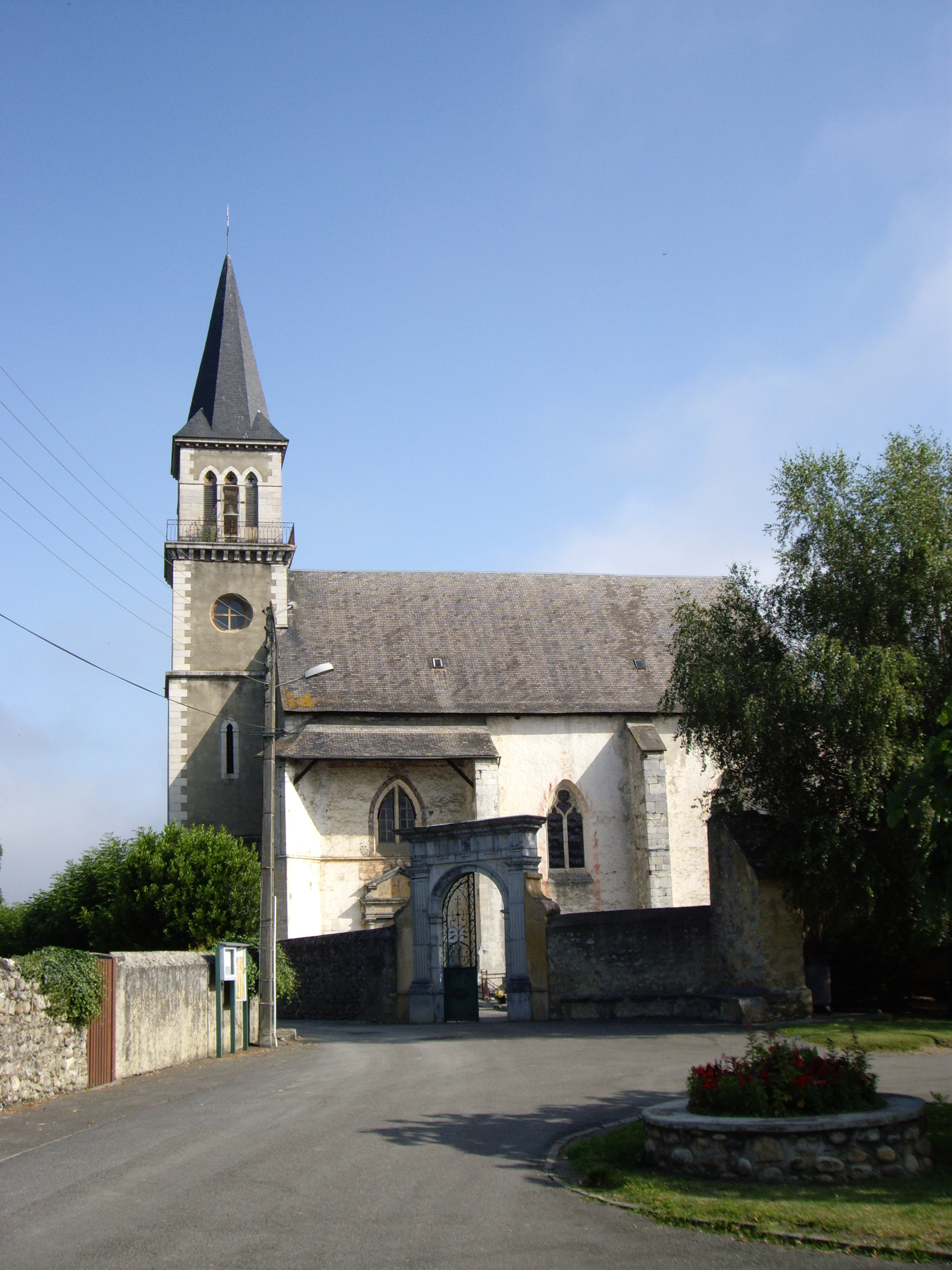
Церковь Св. Сатурнина
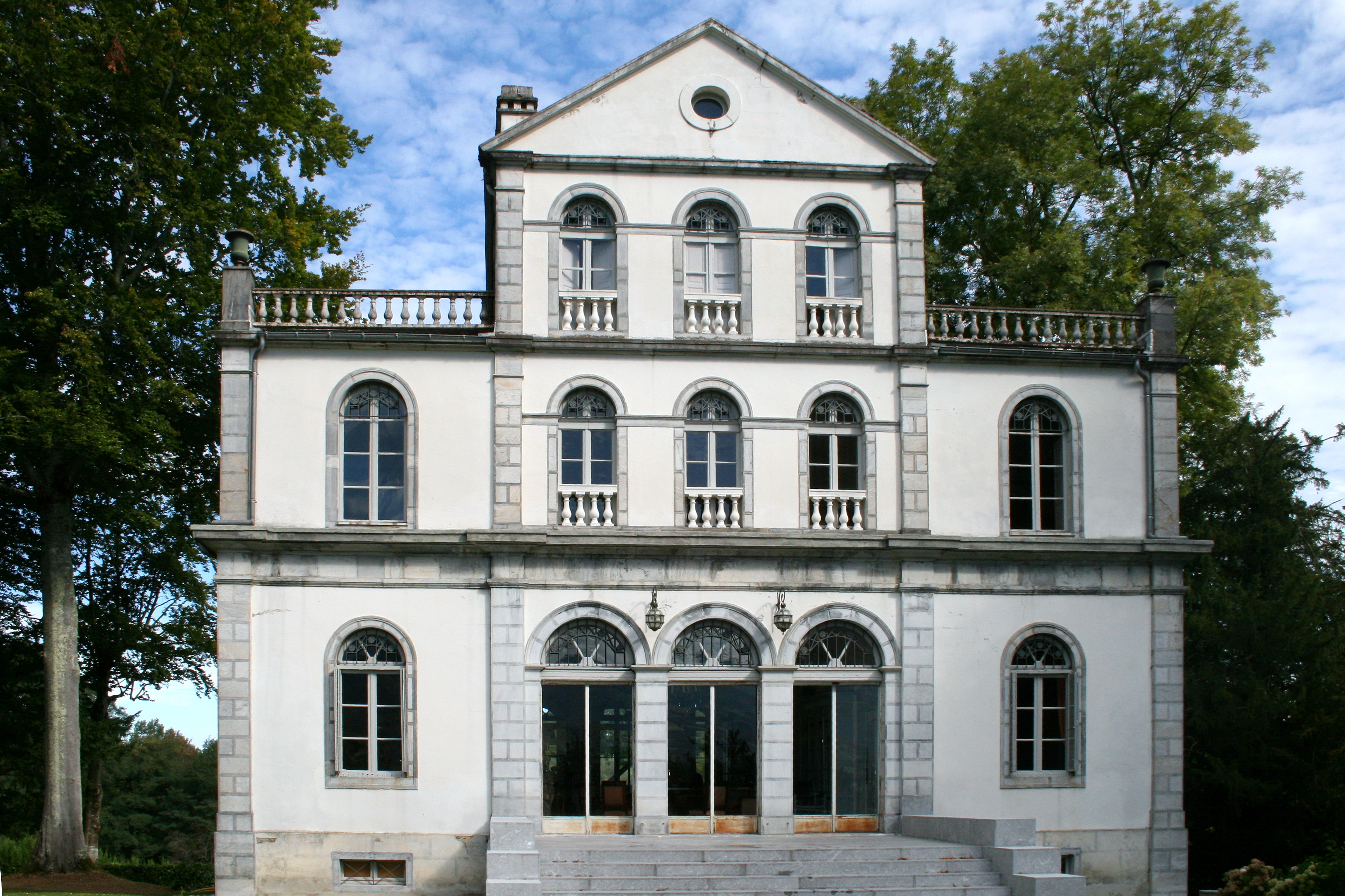
Замок Англь
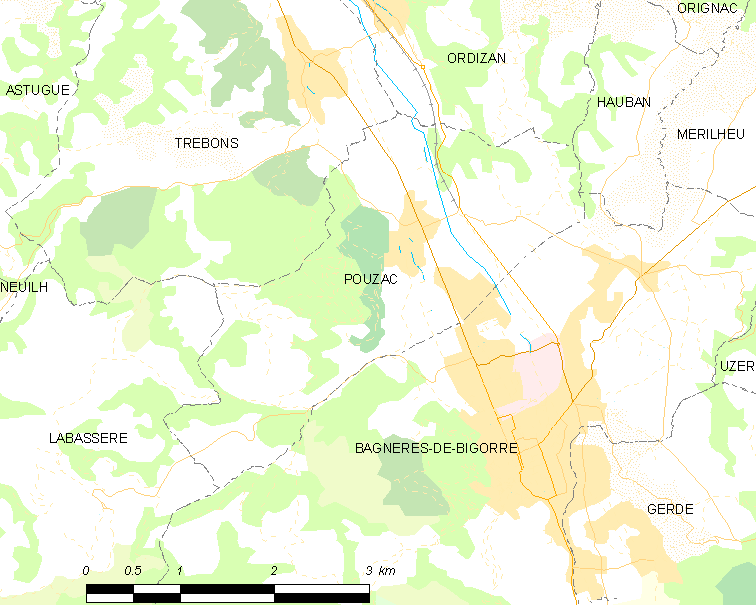
Карта коммуны